# Polistes eburneus
Polistes eburneus är en getingart som beskrevs av Joseph Charles Bequaert 1943.
Polistes eburneus ingår i släktet pappersgetingar och familjen getingar. Inga underarter finns listade i Catalogue of Life.